# Чокурча-Джамісі
Чокурча-Джамісі (крим. Çuqurça camisi) — мечеть в Сімферополі, що збереглася з ханських часів, в мікрорайоні Чокурча (Лугове) в Київському районі міста.
На щотижневу молитву п'ятниці сюди приходить близько 300 осіб.

## Історія
Мечеть було збудовано в середині XVIII століття для мешканців заміського селища Чокурча. Згодом Акмесджит розрісся і мечеть опинилася всередині одного з міських районів.
У радянські часи була закрита і довгий час використовувалася не за призначенням.
У 90-ті роки мечеть була повернута вірянам та відбудована коштом місцевого кримськотатарського населення за підтримки Меджлісу, відкрита 26 серпня 1998 року. 
Восени 1998 року зловмисники розбили всі вікна у мечеті, у серпні 2004 року стіни та мінарет мечеті були розписані нецензурними словами.
13 червня 2014 року невідомі кинули пляшки, наповнені небезпечними речовинами, в мечеть, в результаті згоріло додаткове пластикове вікно будівлі.